# 聰明的貉子
聰明的貉子（朝鲜语：／）是一部北韓的動畫片，由4·26兒童映畫攝影所（SEK工作室）製作，並在朝鮮中央電視台播出。該動畫由1987年不定期播映至今。截至2023年5月1日，動畫更新至第74話。

## 簡介
該劇以三個主要角色（小貉子、小熊和咪咪）為中心，牠們經常捲入一些小冒險或事件。每集都包含一個知識性的主題，例如科學、道路安全、體育等。

### 主要角色
- 小貉子 (너구리)： 雄性棕色貉。他是這部劇的主角，善良而聰明。他在大部分劇集中負責破案並解釋科學原理。由於體能不佳，他在每次對決的初期都處於下風，但他往往能憑藉自己引以為傲的大腦在重要場合展現自己的實力。

- 小熊 (곰)： 雄性棕熊。他很強壯，但經常因為忽視小貉子的建議而陷入麻煩。

- 咪咪 (야웅이)： 頑皮的雌性藍色貓。在早期的劇集中，該角色的性別並不明確。之後在國際配音版與較新集數中，她的性別被固定為女性。

## 製作與海外播出
- 早期的9集（第5、6、7、8、10、12、14、22、23集是與法國動畫工作室PMMP和Col.lma.Son聯合製作。
- 它於2000年代初在韓國電視台KBS播出。然而，隨著朝鮮和韓國關係惡化，目前已停播。
- 在第63集之前，每集的藝術風格都不是恆定的，因為每集的角色設計師都不同。
- 2000年代中後期，Mondo TV（英语：Mondo TV）發布了英語和國際配音。
- 該節目於20世紀80年代末至90年代初在多個歐洲和中東國家播出。

## 外部連結
- 互联网电影数据库（IMDb）上《聰明的貉子》的资料（英文）
- 於Filmogs Database的簡介 （页面存档备份，存于） （英文）